# Fitzgerald Hill
Der Fitzgerald Hill ist ein 230 m hoher Hügel auf der antarktischen Ross-Insel. Er ragt westlich des Mount Bird zwischen dem Fitzgerald Stream und dem Shell Glacier auf.
Teilnehmer einer von 1958 bis 1959 dauernden Kampagne im Rahmen der New Zealand Geological Survey Antarctic Expedition kartierten ihn. Das New Zealand Antarctic Place-Names Committee benannte ihn nach E. B. Fitzgerald, dem stellvertretenden Leiter der Kampagne.